# Сухозанет Микола Онуфрійович
Микола Онуфрійович Сухозанет 2-й (1794 — 1871) — російський військовий і державний діяч, генерал від артилерії (26.11.1852), генерал-ад'ютант (26.08.1856), герой Наполеонівських воєн 1812-1814 років і Польської кампанії 1831 року, учасник Угорського походу 1849 року і Кримської війни. Військовий міністр (17.04.1856-09.11.1861), член Державної ради (1856-1871). Брат І. О. Сухозанета.

## Біографія
Походив з білоруського шляхетського роду Сухозанетів, який подавав документи на затвердження в російському дворянстві по Мінській губернії, але в цьому званні не був затверджений, де-факто отримав визнання в дворянстві за чинами та нагородами.
За одними відомостями («Російський біографічний словник») після домашньої освіти він «вступив у 1811 році юнкером до кінно-артилерійської № 1 роти і того ж року був проведений в офіцери». За іншими відомостями він виховувався в московському університетському шляхетному пансіоні і в 1812 році вступив «корнетом Костромського ополчення в кінний полк». В офіцерському званні перебував з 26 грудня 1811 року. Брав участь у цілій низці битв війн з Наполеоном: під Клястицями, на р. Сивошине, при мизі Соколищах, мизі Свольне, Полоцьку, Чашниках, Вітебську, Лютцені, Бауцені, Дрездені, Кульмі і нарешті Парижі. Був нагороджений орденами Святого Володимира 4-го ступеня з бантом (1813), Святої Анни 3-го ступеня (1813), Святої Анни 2-го ступеня (1814), а також іноземними: Pour le Mérite (1814) та Орденом Леопольда (Австрія) (малий хрест; 1814).
Після закінчення воєн з Наполеоном Сухозанет був переведений до гвардійської артилерії з призначенням ад'ютантом до начальника артилерії 1-ї армії князя Яшвіля. У 1826 році отримав орден Святого Володимира 3-го ступеня і був проведений в полковники, а в 1827 році отримав призначення командиром гусарського принца Оранського полку. У генерал-майори був проведений 29 вересня 1828 ріка.
З початком Польського повстання Сухозанет обійняв посаду начальника штабу артилерії діючої армії і за відзнаку в битві під Остроленкою нагороджений 22 серпня 1831 року орденом Святого Георгія 3-го ступеня № 438
|  | В нагороду за відмінну мужність і хоробрість, виявлені в битві проти польських бунтівників 14 травня під Остроленкою, де розсудливими розпорядженнями та особистим оглядом під вогнем найзручніших місць для батарей дуже багато сприяв успішній дії артилерії та поразці ворога |

У 1832 році нагороджений орденом Святого Станіслава 1-го ступеня, у 1837 році — орденом Святої Анни 1-го ступеня. У 1838 році отримав у Царстві Польському високоприбутковий маєток.
У 1836 році обійняв посаду командира 4-ї артилерійської дивізії, з 6 грудня 1840 року — в чині генерал-лейтенанта. На цій посаді отримав імператорську корону до ордену Святої Анни 1-го ступеня (1843), а також ордени Святого Володимира 2-го ступеня (1846) та Білого орла (1847).
У 1849 році був призначений начальником артилерії діючої армії і залишався в цьому званні до битви на Чорній річці (4 серпня 1855 р.) під час Кримської війни, після якої йому був довірений 3-й корпус, а наступного року — Південна армія. Армією Сухозанет командував з січня до 17 квітня, коли після відставки князя Долгорукова імператор Олександр II обрав його на посаду військового міністра. Проведений 26 листопада 1852 року в генерали від артилерії, чергове підвищення — до генерал-ад'ютанта він отримав 26 серпня 1856 року. У той період він отримав свої чергові нагороди: російський Орден Святого Олександра Невського (1851), прусський Орден Червоного орла 1-го ступеня (1851) та Орден Леопольда (Австрія) 1-го ступеня (1853).
Після вступу на посаду міністра Сухозанет віддав такий характерний наказ, який наказано було прочитати у всіх ротах, ескадронах та батареях, а також у всіх управліннях та установах військового міністерства:
«За Найвищим наказом... вступаючи до виконання обов'язків, Всемилостивіше на мене покладених, закликавши на допомогу Бога, намагатимуся докласти всіх зусиль для виконання обов'язку служби за присягою; і сподіваюся знайти у всіх і в кожному сприяння та старанність до користі Його Імператорської Величності. Ура! Боже, Царя бережи!»

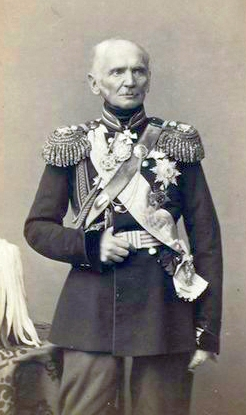
М. О. Сухозанет, 1865 рік

16 травня 1861 року Сухозанет був призначений тимчасово командувачем першої армії із залишенням у званні військового міністра і двічі (з 16 травня по 1 серпня і з 11 по 27 жовтня) через хворобу та смерть князя Горчакова виконував обов'язки намісника Царства Польського, управління ж міністерством було покладено на генерал-ад'ютанта Мілютіна. Розладнане здоров'я Сухозанета було причиною, що 6 серпня він був звільнений від командування армією, а 9 листопада — з посади військового міністра із залишенням членом Державної ради, причому звільнення супроводжувалося даруванням портрета, діамантами прикрашеного, і милостивим рескриптом, в якому, між іншим, було сказано:
«Протягом п'ятирічного управління вашого військовим міністерством, досягнуто, за Моїми вказівками, дуже важливих результатів: з приведенням військ у мирне становище, утворено резерв відпускних нижніх чинів, що дало можливість віддалити на кілька років рекрутські набори; колишні військові поселення та округи ораних солдатів отримали цивільний устрій; стрілецькій освіті та озброєнню військ дано великий розвиток; збільшено утримання генералам, штаб та обер-офіцерам, засновано емеритальну касу для призначення додаткових пенсій їм після виходу у відставку, а після смерті — їхнім сім'ям; покращено забезпечення військовослужбовців нижніх чинів, даровано їм різні права та скорочено терміни служби; діти нижніх чинів звернені до цивільного відомства зі скасуванням зовсім військових кантоністів; переглянуто та віддруковано другим виданням звід військових постанов»…
Наступного року Сухозанет був призначений головою комітету з розгляду проекту сенатора О. Х. Капгера «Положення про стягнення за правилами військової дисципліни». Ця робота стала основою для виданого вперше дисциплінарного статуту.
Після відставки жив у Калузі в будинку, який сьогодні носить назву «Будинок Сухозанет» і внесений до списку пам'яток архітектури. Помер 22 липня 1871 року і був похований у маєтку дружини Муромцево в Калузькій губернії.

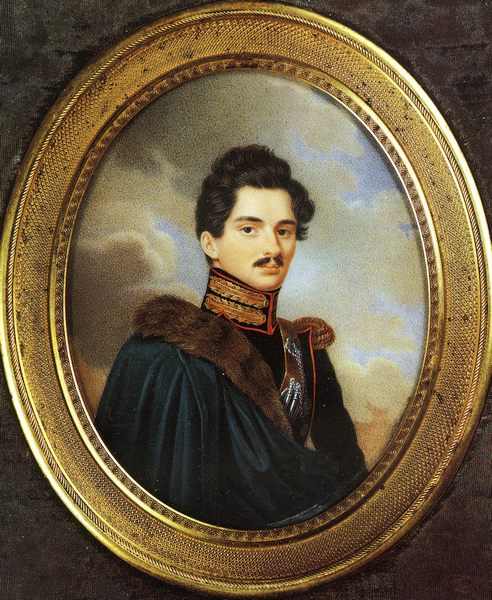
Портрет роботи невідомого художника, 1820-ті рр.

При призначенні Сухозанета військовим міністром імператор Олександр II поставив йому два завдання:
скорочення витрат на утримання армії та перетворення військових сил на нових засадах, відповідно до вимог часу та досвіду війни.
За п'ять років управління військовим міністерством Сухозанет приділяв багато уваги першому з завдань і майже не торкнувся другого. Всі його перетворення торкнулися центрального, стройового та місцевого військового управління, виразившись загалом у такому:
- скасування військових поселень, розпочате С. з особистої ініціативи, доведено ним до кінця;
- вся розробка питання була зроблена ним самим, і в результаті 21 вересня 1856 р. відбувся указ сенату про передачу округів ораних солдатів у Новгородській, Вітебській та Могильовській губерніях у відання Міністерства уділів;
- одночасно особливим комітетом були вироблені підстави для скасування військових поселень кавалерії, положення про які Найвище затверджено 4 червня 1857 р.;
- згідно із запискою графа Рідігера було розглянуто питання про скасування військових кантоністів, завдяки чому 378 000 осіб звернено у вільний податковий стан;
- скасовано департамент військових поселень;
- перетворено медичний департаментз приєднанням до нього департаменту казенних лікарських заготовок;
- утворено військово-кодифікаційну комісію, на яку покладено перегляд законоположень, а також доручено складання продовжень до зводу військових постанов;
- скасовано звання головнокомандувачів 2-ю армією, а також гвардійським та гренадерськими корпусами;
- Кавказький корпус перетворено на Кавказьку армію;
- скасовано бригадні управління в піхоті та кавалерії;
- скорочено число комісаріатських комісій;
- число артилерійських округів зменшено з 12 до 9;
- перетворено місцеві управління на Кавказі;
- скорочено термін обов'язкової служби у військах з 25 до 15 років;
- скасовано віддачу в солдати як покарання за злочини;
- збільшено утримання генералам, штаб- та обер-офіцерам всієї армії;
- утворено емеритальну касу;
- засновано журнал «Військовий збірник».

## Нагороди
- Орден Святого Володимира 4-го ступеня з бантом (03.01.1813)
- Орден Святої Анни 3-го (4-го) ступеня (15.09.1813)
- Орден Святої Анни 2-го ступеня (22.01.1814)
- Діамантовий перстень (1817)
- Перстень з вензелем Імені Государя Імператора (1817)
- Діамантові знаки до ордену Святої Анни 2-го ступеня (12.09.1820)
- Орден Святого Володимира 3-го ступеня (22.08.1826)
- Табакерка з вензелем Імені Государя Імператора, прикрашена діамантами (1829)
- Знак відзнаки бездоганної служби за XV років (22.08.1830)
- Орден Святого Георгія 3-го ступеня (28.08.1831)
- Знак відзнаки За військову доблесть 2-го ступеня (1831)
- Орден Святого Станіслава 1-го ступеня (31.10.1832)
- Знак відзнаки бездоганної служби за XX років (22.08.1834)
- Орден Святої Анни 1-го ступеня (20.11.1837)
- Знак відзнаки бездоганної служби за XXV років (22.08.1838)
- Імператорська корона до ордену Святої Анни 1-го ступеня (04.03.1843)
- Знак відзнаки бездоганної служби за XXX років (22.08.1844)
- Орден Святого Володимира 2-го ступеня (25.04.1846)
- Орден Білого орла (25.10.1847)
- Знак відзнаки бездоганної служби за XXXV років (22.08.1848)
- Золота табакерка з портретом Государя Імператора, прикрашена діамантами (1849)
- Орден Святого Олександра Невського (17.10.1851)
- Знак відзнаки бездоганної служби за XL років (22.08.1854)
- Орден Святого Володимира 1-го ступеня з мечами над зіркою (17.04.1857)
- Знак відзнаки бездоганної служби за XLV років (22.08.1858)
- Діамантові знаки до ордену Святого Олександра Невського (12.04.1859)
- Орден Святого Андрія Первозванного (08.09.1859)
- Діамантові знаки до ордену Святого Андрія Первозванного (06.08.1861)
- Портрет Государя Імператора, прикрашений діамантами, для носіння в петлиці на Андріївській стрічці (09.11.1861)

Іноземні:
- австрійський Орден Леопольда 3-го ступеня (1814)
  - прусський орден Pour le Mérite (1814)
  - прусський Орден Червоного орла 1-го ступеня (1831)
  - австрійський Орден Леопольда 1-го ступеня (1833)
- іспанський Орден Карлоса III 1-го ступеня (1857)
- діамантові знаки до прусського Ордену Червоного орла 1-го ступеня (1858)
- ольденбурзький Орден герцога Петра-Фрідріха-Людвіга 1-го ступеня із золотою короною (1860)

## Родина

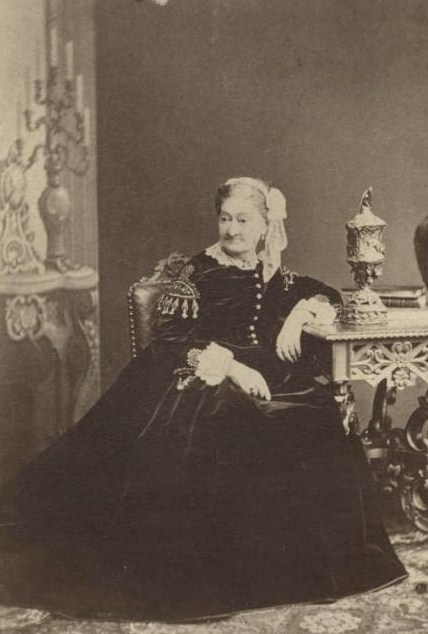
Євдокія Володимирівна Сухозанет

Дружина (з 1820 року) — княжна Євдокія Володимирівна Яшвіль (16.12.1801—27.10.1895), дочка В. М. Яшвіля, який брав участь у змові проти Павла I. Шлюб їх був щасливим, але бездітним. За словами сучасника:
Сухозанет був розумний, шляхетний, добра людина, дружина його була дама важлива, сувора і напрочуд розумна. Мужня фігура її, великі чорні очі та величний, горбатий ніс, надавали їй вигляду «східної людини», послужили приводом штабним її чоловіка прозвати її «турком» або «султаном». Літні Сухозанети жили дружно і любили один одного. На доказ їх взаємної любові і навіть ніжності, була обставина, яка стала відомою всім військовим милістю підлеглих генерала. Вони розповідали, що вранці, коли приймальна Сухозанета була повна особами, які чекали на його вихід, ад'ютанти та ординарці часто просили їх почекати, запевняючи, що генерал «ще зайнятий». Заняття ж полягало в тому, що дружина командувача армією приходила в цей час до його кабінету, сідала до нього на коліна і ніжно цілувала його в губи.
За заслуги чоловіка була пожалувана в кавалерні дами ордена Святої Катерини (26.08.1856). Будучи жінкою діяльною, Сухозанет брала участь у роботі Калузького товариства сільського господарства, організовуючи сільськогосподарські виставки в губерії, і була почесною опікункою Калузької жіночої гімназії. Завдяки їй були врятовані відомі з 1697 року палати купців Коробових. Викупивши палати, вона передала їх у дар місту з умовою, що вони будуть використані в культурних цілях. Згодом там було відкрито Губернський історичний музей. Похована на цвинтарі Калузького Свято-Лаврентієва монастиря.